# 俞渝
俞渝（1965年5月1日—），英文名，中国女企业家，当当网联合创始人。

## 生平
1965年5月出生在重庆，1986年毕业于北京外国语大学。毕业后在美国巴布科克威尔科克斯公司做翻译。1987年前往美国留学深造，1992年拿到纽约大学斯特恩商学院MBA学位，并作为学生代表进行毕业演讲致辞。之后在华尔街工作，经过美国十年生活和打拼，积累足够资本经验转身成为一名企业家。1996年认识丈夫李国庆，三个月后闪婚。1999年夫妻共同成立当当网。
2019年10月23日，俞渝在李国庆微信朋友圈的评论区回击其“俞渝用阴谋诡计将他赶出了當當”“净身出户”等言论，称李国庆拿走家中1.3亿人民币现金、家暴、有同性恋小三、患有梅毒、李国庆哥哥吸毒嫖娼等。